# Raphael Rodrigues
Raphael Rodrigues (16 maja 1894, zm. 30 listopada 1981) – brazylijski piłkarz znany jako Rodrigues, napastnik.
Urodzony w São Paulo Rodrigues w latach 1915–1916 grał w klubie Maranhão São Paulo. Później do 1921 roku był piłkarzem klubu Internacional São Paulo. W 1922 roku został graczem Corinthians Paulista.
Jako gracz klubu Corinthians był w kadrze reprezentacji podczas turnieju Copa América 1922, gdzie Brazylia zdobyła mistrzostwo Ameryki Południowej. Rodrigues zagrał w czterech meczach – z Chile, Urugwajem, Argentyną i w decydującym o mistrzostwie barażu z Paragwajem.
Grając w Corinthians do 1930 roku Rodrigues sześć razy zdobył mistrzostwo stanu São Paulo – w 1922, 1923, 1924, 1928, 1929 i 1930.